# Roberto Perfumo
Roberto Alfredo Perfumo (født 3. oktober 1942 i Buenos Aires, død 10. marts 2016 i Buenos Aires) var en argentinsk fodboldspiller, der spillede som forsvarsspiller. Han var på klubplan tilknyttet Racing Club og River Plate i hjemlandet, samt brasilianske Cruzeiro. Med både Racing og River Plate vandt han det argentinske mesterskab, og med Racing blev det også til sejr i Copa Libertadores og Intercontinental Cup.
Perfumo spillede mellem 1964 og 1974 37 kampe for Argentinas landshold og var med til både VM i 1966 og VM i 1974.

## Titler
Primera División de Argentina
- 1966 med Racing Club
- 1975 (Nacional), 1975 (Metropolitano) og 1977 (Metropolitano) med River Plate

Copa Libertadores
- 1967 med Racing Club

Intercontinental Cup
- 1967 med Racing Club